# Miyakojima, Okinawa
Miyakojima (宮古島市 Miyakojima-shi,  tiếng Miyako: Myāku; tiếng Okinawa: Nāku) là một thành phố thuộc tỉnh Okinawa, Nhật Bản.